# یوزف چاپک (بازیکن فوتبال)
یوزف چاپک (چکی: Josef Čapek; ۱ اوت ۱۹۰۲ – ۵ مهٔ ۱۹۸۳) بازیکن و مربی فوتبال اهل چکسلواکی بود.
از باشگاه‌هایی که در آن بازی کرده‌است می‌توان به باشگاه فوتبال اسلاویا پراگ و باشگاه فوتبال وویوودینا اشاره کرد.
وی همچنین در تیم ملی فوتبال چکسلواکی بازی کرده‌است.